# Dilophiocara bactrianum
Dilophiocara bactrianum is een hooiwagen uit de familie Sclerosomatidae.